# Montrigaud
Montrigaud är en kommun i departementet Drôme i regionen Auvergne-Rhône-Alpes i sydöstra Frankrike. Kommunen ligger i kantonen Le Grand-Serre som tillhör arrondissementet Valence. År 2018 hade Montrigaud 492 invånare.

## Befolkningsutveckling
Antalet invånare i kommunen Montrigaud
Referens:INSEE